# Rongpu-Gletscher
Der Rongpu-Gletscher (auch Rongbuk- oder Rongbu-Gletscher, chinesisch 绒布冰川) ist neben dem Khumbu- und Kangshung-Gletscher einer der drei Gletscher, die sich vom Mount Everest ergießen.
Er befindet sich im Kreis Dingri des Regierungsbezirks Xigazê im Autonomen Gebiet Tibet der Volksrepublik China. Er hat zusammen mit dem Westlichen Rongpugletscher eine Länge von etwas mehr als 25 km. Der Rongpugletscher wurde von George Mallory bei der Suche nach möglichen Aufstiegsrouten zum Mount Everest 1921 erkundet.
Die Nordwand des Mount Everest ist das Nährgebiet des Hauptgletschers. Es reicht vom Nordgrat, der die Nordwand unterteilt und mit dem Changtse verbindet, entlang der Nordseite der Westschulter bis zum Khumbutse.
Weiter westlich – zwischen Pumori, Nup La und Gyachung Kang – liegen die Nährgebiete des Westlichen Rongpugletschers, der sich westlich des Changtse mit dem Hauptgletscher vereint und nun nach Norden abfließt.
Etwa 4 km talwärts jenes Zusammenflusses mündete der Östliche Rongpugletscher, dessen Gletscherzunge das Eis des Hauptgletschers inzwischen nicht mehr erreicht. Der Östliche Rongpugletscher nährt sich aus den Schneemassen des östlichen Teils der Everest-Nordwand sowie der Ostseite des Changtse. Über den Östlichen Rongpugletscher verläuft die Standard-Nordroute zur Besteigung des Mount Everest, hier liegt auf etwa 6400 m das vorgeschobene Basislager. Am Ende des Rongpugletschers befindet sich das Basislager der Nordroute, weiter abwärts des gleichnamigen Tals liegt das Rongpu-Kloster. Der Gletscher speist den Chaggar Chu (Zhaga Qu), einen rechten Nebenfluss des Bum Chu (Oberlauf des Arun).